# Urzeczona (ballada)
Urzeczona (oryg. ukr. Причинна) – ballada Tarasa Szewczenki z 1837. Opublikowana po raz pierwszy w almanachu Łastiwka w 1841. 

## Okoliczności powstania utworu
Urzeczona jest pierwszą z ballad napisanych przez Szewczenkę w młodzieńczym okresie jego twórczości poetyckiej i pierwszym znanym dziełem literackim tego autora, powstałym jeszcze przed jego wykupieniem z poddaństwa. Utwór ten, podobnie jak napisane w latach następnych Topielica i Topola, powstały pod wpływem fascynacji autora romantyzmem polskim i rosyjskim. Ze względu jednak na silne zakorzenienie autora w ludowej kulturze ukraińskiej jego ballady stanowią zestawienie spotykanych również w innych literaturach romantycznych motywów z elementami typowymi dla ukraińskiego folkloru. 

## Treść
Młoda kobieta, oczekując daremnie powrotu ukochanego Kozaka, traci zmysły i samotnie wędruje nocą po lesie nad Dnieprem, w którym dawniej spotykała się z ukochanym. Przekonana o jego śmierci i zrozpaczona z tego powodu zostaje uduszona przez nadrzeczne rusałki. Następnego dnia rano Kozak powraca do lasu, gdzie spodziewa się zastać dziewczynę. Na widok jej martwego ciała rozbija sobie głowę o drzewo. Ciała odnajdują inni Kozacy oraz przyjaciółki zmarłej, chowają je w miejscu, gdzie spoczywały, jednak nikt - poza ptakami śpiewającymi na mogiłach - nie jest w stanie wytłumaczyć, jakie były okoliczności ich śmierci. 

## Cechy utworu
Fabuła Urzeczonej łączy motywy często powtarzające się w balladach romantycznych z elementami typowymi dla ukraińskiej kultury ludowej. Do pierwszej grupy zalicza się wątek nieszczęśliwej miłości, wywołanego przez nią szaleństwa, interwencji świata nadprzyrodzonego (podmiot liryczny sugeruje, że szaleństwo dziewczyny było skutkiem rzucenia na nią czaru), działań istot zaczerpniętych z wierzeń ludowych. Drugą reprezentuje często powtarzający się w ukraińskich pieśniach ludowych wątek miłości dziewczyny do Kozaka, który następnie zostawia ją samą w rodzinnej wsi, udając się na wyprawę razem z towarzyszami. W balladzie pojawia się również wiele opisów naddnieprzańskiego krajobrazu, z których największą sławę zyskał pierwszy, otwierający dzieło, a zaczynający się słowami Реве та стогне Дніпр широкий. Fragment ten, razem z kolejnymi wersami ballady, stał się tekstem popularnej pieśni ludowej. 